# Jahnsita-(CaMnZn)
La jahnsita-(CaMnZn) és un mineral de la classe dels fosfats que pertany al subgrup de la jahnsita.

## Característiques
La jahnsita-(CaMnZn) és un fosfat de fórmula química CaMn²⁺Zn₂Fe³⁺₂(PO₄)₄(OH)₂(H₂O)₈. Es tracta d'una espècie aprovada per l'Associació Mineralògica Internacional, i publicada per primera vegada el 2020. Cristal·litza en el sistema monoclínic.
Les mostres que van servir per a determinar l'espècie, el que es coneix com a material tipus, es troben conservades a les col·leccions mineralògiques del Museu Victoria, a Melbourne (Austràlia), amb el número de registre: m55028, i al Museu d'Història Natural del Comtat de Los Angeles, a Los Angeles (Califòrnia) amb el número de catàleg: 73927.

## Formació i jaciments
Va ser descoberta a la pegmatita Hagendorf Sud, a la localitat de Waidhaus, dins el districte de Neustadt an der Waldnaab, a l'Alt Palatinat (Baviera, Alemanya), on es troba en forma de fines crostes de color groc i creixements epitàctics marrons sobre fosfofil·lita alterada. Aquestes crostes són formades per cristalls semblants a llistons, en orientació ortogonal, de fins a 100 μm de llargada. Els cristalls contenen intercreixements de jahnsita-(CaMnZn) i jahnsita-(CaMnMn) a una escala de 50 μm.